# راؤول غوتيريز (لاعب كرة قدم)
راؤول غوتيريز (بالإسبانية: Raúl Gutierrez) (8 يناير 1976 بسانتا كروز دي لا سييرا في بوليفيا - ) هو لاعب كرة قدم بوليفي في مركز الوسط. شارك مع منتخب بوليفيا لكرة القدم. أما مع النوادي، فقد لعب مع Club Aurora ‏ وكلوب ديسترويرس ونادي بلومينغ.

## وصلات خارجية
- راؤول غوتيريز على موقع قاعدة بيانات كرة القدم.إي يو (الإنجليزية)
- راؤول غوتيريز على موقع ناشيونال فوتبول تيمز (الإنجليزية)